# Concavellinae
Concavellinae es una subfamilia de foraminíferos bentónicos de la familia Pseudoparrellidae, de la superfamilia Discorbinelloidea, del suborden Rotaliina y del orden Rotaliida. Su rango cronoestratigráfico abarca el Mioceno.

## Clasificación
Concavellinae incluye al siguiente género:
- Concavella †